# Лайхлинген
Лайхлинген (нем. Leichlingen) — город в Германии, в земле Северный Рейн-Вестфалия.
Подчинён административному округу Кёльн. Входит в состав района Рейниш-Бергиш. Население составляет 27 481 человек (на 31 декабря 2010 года). Занимает площадь 37,33 км². Официальный код — 05 3 78 016.

## География

### Положение
Лайхлинген расположен на севере района Рейниш-Бергиш между крупными крупными населёнными центрами Кёльном, Дюссельдорфом и Леверкузеном. У него нет ясно выраженной в природном отношении границы с Золингеном. Естественной северной границей города служит река Вуппер. На юге такой границей служат ручей Мурбах и Дипенталерское водохранилище (Diepentaler Talsperre). На западе и на востоке город ограничивается автобанами A3/E 35 (Bundesautobahn 3) и A1/E 37. C севера на юг Лайхлинген протягивается на 11,5 км, и с запада на восток на 4,6 км.
Соседними городами и общинами являются: на севере Золинген, на юго-востоке Буршайд, на юге Леверкузен и на западе Лангенфельд.

### Природа
Лайхлинеген находится на окраине низкогорного ландшафта между историческими Бергской землёй и Рейнской областью. С запада на восток городская территория постепенно поднимается от 50 до 250 метров абсолютной высоты. Из-за многочисленных садов город получил официальное название «Города цветов».

## Административное деление
Лайхлинген подразделяется на 2 городских района.

## Известные личности

### Родились
- Иоганн Вильгельм Вильмс (1772—1847), композитор.
- Фридрих Ибервег (1826—1871), философ.
- Юлиус Полиг (Julius Pohlig) (1842—1916), инженер и предприниматель, один из первых в мире строителей подвесных канатных дорог.
- Эмиль Кроненберг (Emil Kronenberg) (1864—1954), врач, политик и писатель.
- Отто Адамс (Otto Adams) (1887—1966), политический и профсоюзный деятель.
- Рудольф Геллер (1894—1973), основатель ткацкого производства.
- Алоис Нёлле (Aloys Nölle) (1899—1956), начальник полиции Касселя и депутат ландтага земли Гессен (от ХДС).
- Эрих Миллер (Erich Müller) (1899—1992), стоматолог и общественный деятель.
- Вилли Шюрманн (Willy Schürmann) (1913—2008), художник и график.
- Карл-Хайнц Лаутерюнг (Karl-Heinz Lauterjung) (1914—2000), ученый, физик-ядерщик.
- Курт Лаутербах (Kurt Lauterbach) (1920—1993), актёр, комик, затейник и тенор-скоморох.
- Герман Штальберг (Hermann Stahlberg) (1920—2005), политик.
- Вольфганг Циммерманн (Wolfgang Zimmermann) (* 1949), политик.
- Михаэль Биглер (Michael Biegler) (* 1961), тренер по гандболу национальной команды Германии.
- Оливер Граевски (Oliver Grajewski) (* 1968), рисовальщик комиксов, художник-оформитель.
- Константин Караникас (Konstantin Karanikas) (* 1966), ученый, физик-теоретик.